# Beda Collett
Beata Beda Wilhelmina Collett, född Kihlbom 27 maj 1837 i Mariestad i Sverige, död 24 juli 1922 i Kristiania, var en norsk-svensk författare, journalist och filantrop.

## Familj
Beda Collett var dotter till köpmannen Nils Elias Kihlbom och Beata Holmin. Hon gifte sig första gången med provinsialläkaren Carl Henrik Sandelin (1824–1871), och fick i detta äktenskapet dottern Ellen Beata Elisabeth Sandelin (1862–1907), som hade läkarpraktik i Stockholm. Hon gifte sig andra gången 26 januari 1879 med postmästare och fogde William Collett (1840–1915) av släkten Collett.

## Liv och verk
Beda Collett jobbade när hon var ung med journalistik, först i svenska, och senare i norska tidningar. Hon gav även ut berättelser och småskrifter.
Från 1890-talet engagerade Collett sig i de samhälleliga frågor i Larviks kommun. Hon var i många år ledare för Larviks sanitetförening, och arbetade med de lokala sanitetförhållandena, och i huvud sak tuberkulosfrågan. Hon var eldsjälen bakom Tuberkuloshemmet i staden, ett hem som invigdes på Colletts 79-årsdag, 27 maj 1917.
20 oktober 1915 blev hon av kommunpolitikern Abraham Berge i Jarlsberg och Larviks län överlämnad Konungens fortjänstmedalj i guld. Samma år hade hon efter sin makes död flyttat till Kristiania, där hon bodde sina sista levnadsår.

## Utmärkelser
- 1915: Konungens fortjänstmedalj i guld